# Stictochironomus narzykulovi
Stictochironomus narzykulovi är en tvåvingeart som beskrevs av Akhrorov 1968. Stictochironomus narzykulovi ingår i släktet Stictochironomus och familjen fjädermyggor. Inga underarter finns listade i Catalogue of Life.